# 奚仲造车遗址
奚仲造车遗址，位于山东省枣庄市薛城区陶庄镇千山头村，是中华人民共和国山东省文物保护单位之一。
2006年12月7日，授予山东省文物保护单位，是一座古遗址。